# Pseudosinella immaculata
Pseudosinella immaculata is een springstaartensoort uit de familie van de Entomobryidae. De wetenschappelijke naam van de soort is voor het eerst geldig gepubliceerd in 1896 door Lie-Pettersen.